# Ululement
Pour l'ululement du Moyen-Orient et d'Afrique du Nord, voir, voir Youyou (ululement).
Les ululements sont de longs cris aigus et modulés poussés par lors d'évènements. De nos jours on retrouve les ululements surtour en Afrique du Nord, au Moyen-Orient, certaines régions d'Afrique subsaharienne, d'Asie centrale, d'Asie du Sud, d'Europe du Sud et d'Amérique.
L'une des formes les plus connues d'ululement est le youyou poussé par les femmes du Moyen-Orient et d'Afrique du Nord (MOAN).
Les youyous étaient pratiqués en Libye antique, mais aussi en Égypte antique et en Grèce antique dans les temples de la déesse Athéna, comme l'affirme Hérodote qui mentionne des « cris perçants qu'on entend dans les temples de cette déesse ».
Il existe plusieurs types de youyous, spécifiques de régions, voire de pays donnés.

## Dénominations et étymologie
En français, les youyous ont été désignés par des onomatopées (ils ont d'ailleurs par le passé été appelés « ouloulou », « olouloulou », « lou lou lou », ou encore « yiheyi »).
Les mots ouloulou, ululement et ululation et le mot latin ululare pourraient avoir un lien avec l'akkadien alālu ou elēlu ou ellumallu et au sumérien alala. L'expression ululumama provient aussi de cette même racine, à laquelle le mot « lamentation » serait lié. L'onomatopée « lalala » chantée sans paroles pourrait elle aussi être liée à la racine linguistique mésopotamienne.
En arabe les youyous sont appelés زغاريد, transcrit zagharit.
Parmi les variantes françaises du terme ululement on retrouve aussi hululement et ululation.

## Histoire et Antiquité
En Libye antique, les femmes libyennes effectuaient les cérémonies en poussant un cri caractéristique que l'historien Hérodote fit remarquer : « Pour moi, les hurlements rituels qui accompagnent les cérémonies religieuses ont aussi la même origine, car les Libyennes en usent fort et d'une façon remarquable ; en Grèce, des cris rituels de femmes dans les supplications aux dieux », cris qui existaient également en Égypte antique.
Dans l'Égypte antique, la référence à l'ululement apparaît sur l'inscription des textes de la pyramide d'Ounas, sur le mur ouest du corridor, et de Pépi Ier, dans les Sortilèges pour entrer dans l'Akhet. En égyptien ancien, le mot pour qualifier l'ululement était hmy (hemy, hɛmiː).
Dans la Grèce antique, l'ululement ou (grec : ὀλολυγή, romanisé : ololuge) était normalement utilisé comme une expression de joie pour célébrer une bonne nouvelle ou lorsque la gorge d'un animal est coupée lors d'un sacrifice. Cependant, dans l'Agamemnon d'Eschyle, en plus d'être une expression de joie, il est également utilisé pour la fureur et, dans l'Électre de Sophocle, il est employé comme une expression de chagrin. Comme dans de nombreuses cultures, l'utilisation dépendait du contexte, car les exclamations ululées pouvaient apparaître dans différentes circonstances comme un cri de lamentation ou comme un cri de guerre.

Homère mentionne l'ololuge (ululation) dans ses œuvres,, comme le fait Hérodote, citant l'ululation en Libye - où elle est encore pratiquée - et parmi les traductions de ses propos nous avons :
Je pense pour ma part que les grands cris poussés lors de nos rites sacrés viennent aussi de là ; car les femmes libyennes sont très portées sur ces cris et les poussent avec beaucoup de douceur.
Ou dans une autre traduction :
Je pense aussi que l'ololuge ou cri de louange émis lors du culte d'Athéna est né en Libye, car il est souvent employé par les femmes libyennes, qui le font extrêmement bien.

## Caractéristiques du son
Les ululements varient en fonction des régions mais aussi des personnes et des sons et sonorités propres qu'ils émettent.
Un ululement est généralement un son vocal long, ondulant et aigu utilisant la langue et la luette, ressemblant à un hurlement.

## Anthropologie
L'ululement est généralement utilisé pour célébrer un évènement. Il est parfois utilisé comme un cri de guerre, une plainte accompagnant un profond chagrin, ou une célébration accueillant une mariée, un marié, ou les deux.
Il est aussi utilisé pour exprimer une émotion forte, comme l'acclamation, le deuil et l'hommage à quelqu'un.
La chercheur Christy Angelle Bauman avance que bien que l'ululement soit similaire dans la plupart des groupes humains, la pratique consistant à élever la voix à haute voix est la plus courante lors des cérémonies ou des rituels pendant les rites de passage. Elle avance qu'en faisant des recherches et en expérimentant d'autres cultures qui lui ont servi de mentor dans ses propres tentatives d'apprendre à ululer, elle a découvert que la pratique consistant à utiliser sa voix pour exprimer ses émotions est universelle dans toutes les tribus et tous les groupes de population.

## Dans le monde
De nos jours l'ululement est pratiqué au Maghreb, en Égypte, au Moyen-Orient, certaines régions subsahariennes, en Asie centrale et en Asie du Sud. Il est également pratiqué dans quelques endroits en mérdionale, comme Chypre, et parmi la diaspora originaire de ces régions.
Bien qu'elle se soit perdue chez certains peuples ou ethnies, l'ululement est en fait une pratique mondiale.

### Moyen-Orient et Afrique du Nord (MOAN)
L'ululement de la région MOAN (Moyen-Orient et Afrique du Nord) est spécifiquement appelé youyou.
Le youyou sémitique, égyptien et maghrébin manifeste généralement une émotion collective lors de rassemblements : la joie (dans les mariages et autres festivités), mais aussi « la colère ou le désespoir », et la tristesse (à la mort d'une personne ou lors de cérémonies d'enterrements). Il se pratique notamment en hommage ou à la gloire de quelqu'un.

### Monde musulman
Le tahlil est l'ululement trémolo prononcé par les femmes dans certains pays musulmans lors de célébrations, joyeuses ou funèbres, comme les mariages ou les funérailles.

### Monde juif
L'ululement se produit également chez les juifs mizrahim lors de simcha (occasions festives) telles que l'inauguration d'un rouleau de Torah (hachnasat sefer Torah), la brit milah (circoncision juive), les célébrations communautaires, les mariages, les célébrations de bar mitzvah, les célébrations au henné, la dédicace des rouleaux de la Torah, les circoncisions, les enterrements communautaires. Le mot hébreu moderne pour ululement est « tsahalulim » (hébreu : צהלולים). Les enregistrements de divers styles d'ululements se retrouvent couramment dans la musique des artistes interprétant les styles de musique mizrahie.
Le mot hébreu Alléluia, traduit par un appel à "louer le Seigneur", contient la racine H-L-L, avec des significations liées à la "louange". Cette racine peut avoir été à l'origine une imitation onomatopéique de l'ululation exécutée dans les rituels israélites.
Les femmes juives yéménites utilisent l'ululement et la voix de tête qui produisent des tonalités longues et aiguës appelées hijer, utilisées durant les pauses entre les phrases musicales des chansons dansantes.
L'ululement était une pratique inconnue des Ashkénazes (originaires de régions d'Europe centrale et de l'Est). Dans le livre Musique dans la diaspora américaine, l'auteure Inna Naroditskaya note le fait qu'après avoir vu leurs expressions face aux youyous, cela a suscité la question désespérée de la part de la mère de la chanteuse Annette Ezekiel Kogan “Are they really Jewish?!” (« Sont-ils vraiment juifs ?! »).

### Causase
Dans le Caucase, on retrouve l'ululement dans certaines partie de l'Arménie et de l'Azerbaïdjan.

### Asie centrale

#### Afghanistan
L'ululement est pratiqué en Afghanistan.

### Sous-continent indien
L'ululement est aussi largement pratiqué dans les régions orientales de l'Inde, où il est également connu sous le nom d'ululudhvani. Les gens, en particulier les femmes, roulent leur langue et produisent ce son pendant tous les rituels, festivals et célébrations des temples hindous. Il fait également partie intégrante de la plupart des mariages dans ces régions où, selon les usages locaux, les femmes ululent pour accueillir le marié, la mariée ou les deux. Les Bengalis l'appellent ulu-uli ou উলুধ্বনি (uludhbani) et l'utilisent lors des mariages et autres festivals. Les Odias l'appellent ହୁଳହୁଳି (hul̤ahul̤i) ou huluhuli. En Odisha, l'ululement est utilisée pour applaudir lors des mariages, des rassemblements culturels et des célébrations. Les Assamais l'appellent উৰুলি (uruli). En tamoul, elle est connue sous le nom de குளவை (kul̤avai). Au Kerala, l'ululement est essentielle pour toutes les occasions cérémonielles et le terme utilisé en malayalam est കുരവയിടൽ (kuravayiḍal) ou kurava.

### Asie du Sud-Est
En Indonésie dans l'île de Sumba, l'ensemble de gongs se caractérise par des femmes chantant kakalaku, un ululement soutenu et perçant.

### Afrique subsaharienne
Dans certaines régions d'Afrique subsaharienne[Où ?]'[Lesquelles ?], le youyou est utilisé par les femmes comme un son de joie, de deuil ou d'attention.

#### Corne de l'Afrique
En Éthiopie et en Érythrée, le youyou (appelée ililta) fait partie d'un rituel religieux chrétien exécuté par des fidèles comme une caractéristique du dimanche ou d'autres services dans l'Église orthodoxe éthiopienne de Tewahedo, l'Église orthodoxe érythréenne Tewahedo et certaines églises évangéliques éthiopiennes. Et il est également prononcé au hasard (spontanément) lors de célébrations laïques telles que des fêtes ou des concerts.

### Europe du Sud
L'ululement est utilisé dans une certaine mesure par les femmes des régions méditerranéennes d'Europe du Sud.

#### Chypre
On retrouve l'ululement à Chypre, et parmi la diaspora originaire de ces régions.

#### Malte
L'ululement est attesté à Malte.

#### Espagne
L'ululement est pratiqué dans certaines régions d'Espagne.
En Galice, l'aturuxo galicien est exécuté avec une vocalisation accompagnée provenant de la gorge.
Aux îles Canaries dans la langue autochtone éteinte guanche le cri était appelé : tăγuyyit, tăɣuyyit (taghuyyit),  taqquit (taqqwit) ou taguyyăt, au pluriel tiɣuya (tighuya), mots pouvant signifier « cri, appel », « invocation », « lamentation » ou « alerte » .

#### Pays basque
Au Pays basque on retrouve l'irrintzi basque, qui est un signal de bonheur provenant des bergers,. Il a été proposé comme technique de réhabilitation vocale.

#### Grèce
Il fut pratiqué en Grèce antique, notamment dans les temples de la déesse Athéna. Son nom grec est ὀλολυγή ololuge.

### Amérique du Nord
Chez les autochtones d'Amérique du Nord, les Lakota, les femmes crient lililili ! d'une voix aiguë pour féliciter les guerriers pour leurs actes de bravoure. Les Apaches pratiquent aussi l'ululement, ainsi que les Cherokee, en tant que cris de guerre.
Aux États-Unis, un cri de guerre, le rebel yell, serait né d'un mélange multiethnique. Dans son livre The Rebel Yell: A Cultural History, Craig A. Warren émet diverses hypothèses sur l'origine du rebel yell : amérindienne, celtique, noire ou subsaharienne, sémitique, arabe ou maure, ou un mélange interethnique. Il avance l'hypothèse que le rebel yell serait né d'un mélange multiethnique. Il est décrit par Craig A. Warren comme "essentiellement un cri de guerre celtique, avec un puissant mélange d'ululation arabe, et peut-être, un peu de 'yip-yip-yip' amérindien au tout début ». D'après lui, les ululements exprimés par les peuples de nombreuses cultures du Moyen-Orient et d'Asie peuvent suggérer un lien. Craig A. Warren souligne cependant que les spécialistes estiment que l'ululement est traditionnellement "une expression de célébration et non un cri de guerre", le rebel yell n'entrant donc pas entièrement dans la définition d'ululement bien que possiblement influencé par celui-ci. Pendant la guerre de Sécession aux États-Unis, ce cri de guerre sudiste dit « hurlement du rebelle » fut utilisé lors de l'assaut pendant la bataille. Le son exact de ce cri a été la cause de débats. Au cinéma, il a généralement été résumé par un « Yee-ha ».
D'après l'historien universitaire tunisien Abdeljelil Temimi, l'ululement arabe a été apporté en Amérique du Nord par les Morisques, où elle s'est combinée avec le cri de guerre celtique apporté par des colons originaires d'Irlande, des Highlands, de la Bretagne et du Nord-Ouest de l'Espagne.

### Asie extrême-orientale

#### Japon
Edo Nyland, qui fait constater les similitudes de sonorités entre la langue aïnoue des Aïnous autochtones de l'île japonaise d'Hokkaïdo et de Russie exrême-orientale avec la langue basque, pense que le mot aïnou fujz'ama, qui qualifie une ululation joyeuse pour la déesse, est très similaire au mot basque irrintzz' (irrintzina), qu'il interprète comme un cri de yodel pour la déesse.

## Psychologie et psychothérapie
L'auteur et psychothérapeute Christy Angelle Bauman encourage les femmes à écouter son ululement et créer leur propre ululement. Pour ce faire elle donne des indications telles que commencer par écouter les autres autour de soi qui ululent, en produisant avec leur voix un son qui exprime la conviction d'un chagrin ou d'une célébration. Elle explique que si vous écoutez les autres, vous commencerez à reconnaître vos propres ululements. Parmi ses propos, l'on peut citer : « Ce sont les sons que vous vous entendez produire lorsque vous êtes profondément ému par quelque chose dans votre histoire. Car vous chantez, hurlez, ululez depuis longtemps. Toi, femme, tu as un chant fort qui éclate dans la joie et l'horreur. Si vous avez fait taire cet endroit, je vous invite à écouter. Vous entendrez vos propres sons provenant de votre propre langue, ces saintes ululations qui ne demandent qu'à être libérées ».

## Dans la culture populaire

### Musicographie
Lors du 2020 Spectacle de la mi-temps du Super Bowl LIV, la chanteuse colombienne d'origine libanaise Shakira a ululé devant la caméra durant sa performance.
On entend un extrait de youyous féminins dans la chanson Musulmanes du chanteur français Michel Sardou, parue en 1986.
Dans les musiques traditionnelles levantines, araméennes, syriaques, arabes, égyptiennes, coptes, maghrébines et berbères il est fréquent d'entendre des youyous.

### Filmographie
Les zagharits sont largement interprétés et documentés dans les films égyptiens présentant des mariages égyptiens traditionnels, où les femmes sont connues pour leurs ululations très longues et bruyantes.
L'ululement apparaît dans de nombreux films se déroulant au Moyen-Orient et en Afrique du Nord, tels que Lawrence d'Arabie, La Bataille d'Alger et Le Lion du désert.
L'ululement est parfois représenté comme un cri de guerre dans la filmographie, par exemple dans Xena, la guerrière.
Dans le dessin animé G.I. Joe, il est prononcé "Cobra-la-la-la-la-la-la-la-la-la". Il apparaît en tant que personnage comique dans les épisodes Homer's Last Temptation et Midnight Recipes des Simpsons, ainsi que dans l'épisode E. Peterbus Unum de Family Guy, où Stewie s'intéresse au son que fait Achmed "lorsqu'il est sur le point d'assassiner un infidèle". Peter apprend également à le faire dans Turban Cowboy.
Dans le film Get Him to the Greek (American Trip), lors de la scène du ménage à trois, Russell Brand "ulule" la fille.
Kendrick Lamar et The Weeknd ululent dans la chanson Pray For Me de Black Panther.
Sting utilise ce son pour la bande originale de Gladiator.

#### Les «you-you» chez Assia Djebar
En 1967, dans le roman Les Alouettes naïves, la future académicienne Assia Djebar évoque ces cris de femmes algériennes sous différents noms et expressions françaises. Elle précise que « you-you » est le mot avec lequel les « Français traduisaient » ce « roucoulement qui tant de fois perçait en vrilles nos cœurs d’hier dans les noces » (p. 229). Ce sont des « roucoulements aigres que toutes poussaient du fond de la gorge… » (p. 106), qui peuvent être, selon les occurrences, « le cri de triomphe traditionnel » (p. 108), mais aussi celui du deuil quand des « femmes se mirent à hululer telles des hyènes » (p. 147), ou encore celui du combat (p. 229) pour « envelopper le champ de guerre d’une terreur triomphale » (p. 243).

#### Littérature maghrébine
Publié en 2002, Tawargit d imikk (littéralement « plus qu’un rêve »), paru en français sous le titre Un youyou dans la mosquée, est un roman de l'écrivain marocain Mohamed Akounad, où il raconte l'histoire d'un imam qui s'est attiré les foudres des autorités à cause d'un youyou lancé dans sa mosquée.